# Eilema chinensis
Eilema chinensis är en fjärilsart som beskrevs av Daniel 1954. Eilema chinensis ingår i släktet Eilema och familjen björnspinnare. Inga underarter finns listade i Catalogue of Life.